# Генри Тюдор, герцог Корнуолльский
Ге́нри Тюдо́р, ге́рцог Корнуо́лльский (англ. Henry Tudor, Duke of Cornwall; 1 января 1511, Ричмондский дворец — 22 февраля 1511, там же) — английский принц из династии Тюдоров; старший сын короля Генриха VIII и его первой жены Екатерины Арагонской. На протяжении всей своей короткой жизни рассматривался в качестве потенциального наследника престола.

## Биография
Генри Тюдор появился на свет 1 января 1511 года в Ричмондском дворце близ Лондона и стал первым ребёнком короля Англии Генриха VIII и Екатерины Арагонской, родившимся живым — годом ранее, 31 января 1510 года, королева разрешилась от бремени раньше срока мёртвой дочерью. По отцу принц был внуком первого короля из династии Тюдоров Генриха VII и принцессы из дома Йорков Елизаветы Йоркской; по матери — католических королей Фердинанда II Арагонского и Изабеллы I Кастильской.
Генри был крещён 5 января во время пышной церемонии; воприемниками при крещении стали король Франции Людовик XII, которого представлял епископ Уинчестера Ричард Фокс, архиепископ Кентерберрийский Уильям Уорхэм и Маргарита Австрийская, которую представляла тётка короля Генриха Анна Йоркская. В честь крещения мальчика были зажжены праздничные огни; от своего крёстного отца французского короля принц получил в подарок золотую солонку тонкой работы и кубок весом 99 унций.
При рождении Генри автоматически получил титул герцога Корнуолльского и, как ожидалось, позднее должен был получить титул принца Уэльского и стать третьим королём Англии из династии Тюдоров. Элисон Уэйр пишет о том, что маленького принца при дворе называли принцем Уэльским, однако официально этот титул он не носил. Генрих VIII и Екатерина Арагонская, чья привязанность друг к другу только укрепилась с рождением сына, планировали устроить пышные торжества по случаю рождения наследника, которые могли бы конкурировать с празднованием по случаю коронации четы. В Вестминстере был устроен турнир, ставший самым дорогим за время правления Генриха VIII. Турнир был подробно описан в иллюминированном свитке The 1511 Westminster Tournament Roll, позднее обнаруженном в коллекции Геральдической палаты.
Принц неожиданно умер 22 февраля 1511 года — всего через семь недель после появления на свет. Он был похоронен в Вестминстерском аббатстве.
Смерть Генри огорчила его родителей. Следующая беременность королевы наступила только два года спустя и завершилась появлением на свет мёртвого мальчика. Последующие дети королевской четы либо рождались мёртвыми, либо прожили всего несколько часов; только принцесса Мария, родившаяся в 1516 году, достигла зрелого возраста и взошла на престол после кризиса престолонаследия 1553 года. Неспособность Екатерины Арагонской произвести на свет жизнеспособное мужское потомство привела к разводу королевской четы, разрыву Англии с Ватиканом и воцарению реформации в стране. В случае, если бы Генри выжил, всего этого можно было бы избежать.

## В культуре
Альтернативная история Англии, в которой Генри взошёл на престол под именем Генриха IX в 1547 году, в формате «книга внутри книги» рассказывается в романе Кингсли Эмиса 1976 года Альтерация.